# Devil’s Crush
Devil's Crush (яп. デビルクラッシュ) (другие названия — Devil Crush (PC Engine и PlayStation Network, Япония), Devil Crash MD (Sega Mega Drive, Япония), Dragon’s Fury (Sega Mega Drive, другие страны)) — видеоигра жанра пинбол, разработанная компаниями Compile и Naxat Soft и выпущенная в Японии компанией Naxat Soft 20 июля 1990 года для игровой консоли PC Engine. Вторая видеоигра в серии Crush Pinball. Впоследствии была также выпущена в США компанией NEC Interchannel, а в 1991—1992 годы компании TechnoSoft и Tengen выпустили версию игры для приставки Sega Mega Drive. В 2007 году игра стала доступна для Virtual Console Wii, а в 2009 году — для PlayStation Network (выпущена компанией Hudson).

## Сюжет и игровой процесс

Верхний экран основного стола. PC Engine

Devil’s Crush представляет собой типичный симулятор пинбола с двухмерным столом вроде игр Alien Crush, Kirby’s Pinball Land, Balls of Steel и других. Оформлена в стиле фэнтези и хоррор. Сюжета как такового в игре нет. Из аннотации к игре можно узнать лишь имя одного из демонических персонажей — She Giant (дословно — Она Гигант) и имя финального противника — Армагеддон.
Как и в других видеоиграх этого жанра, цель игрока — набрать максимальное количество игровых очков, манипулируя игровым шариком при помощи специальных лапок (флипперов). Игровой стол Devil’s Crush состоит из трёх основных экранов, на каждом из которых в нижней части расположена одна пара флипперов. Кроме того, с верхнего и среднего экранов существует возможность попасть на один из шести бонусных экранов. Бонусный экран состоит из одного уровня с одной или двумя парами флипперов, находящихся в нижней части рядом друг с другом. У каждого бонусного экрана есть своя цель, после выполнения которой игрок возвращается на основной стол. Целью может быть — уничтожить все яйца гаргулий, охраняемые скелетами, убить достаточное количество демонов на специальных ячейках, сразить многоголового демона-дракона и т. п.
В начале игры у игрока в запасе находятся три шарика. Шарик пропадает, падая между флипперов на самом нижнем экране. При падении мимо флипперов на бонусном уровне игра возвращается на обычный уровень без начисления бонусных очков.
Так как возможности записать состояние игры на карты памяти на PC Engine и Sega Mega Drive не было, игра предусматривает систему паролей. Текущий пароль можно посмотреть в любой момент игры.

### Различия версий

Бонусный уровень в версии Sega Mega Drive

Оригинальная версия на PC Engine и переиздание для Sega Mega Drive практически идентичны друг другу. Единственным заметным исключением является оформление бонусных экранов игры, некоторые из которых полностью отличаются друг от друга как внешне, так и по игровому процессу. Кроме того, только в версии Devil’s Crush на Sega Mega Drive присутствует возможность посредством системы паролей поменять основную музыкальную тему игры. На выбор 5 различных композиций, являющихся ремейками на музыкальные треки из других игр компании Technosoft:
- Thunder Force II — «Knights of Legend»
- Herzog Zwei — «A Breach of Contract»
- Thunder Force III — «Venus Fire»
- Elemental Master — «Blood-Stained Lake»
- Shin Kyūgyokuden — «Etude of Wind»

## Критика
В большинстве рецензий игра получила достаточно высокие оценки, так, по версии популярного веб-сайта MobyGames средняя оценка оригинальной игры на основе нескольких отзывов составляет 87/100, а Mega Drive-варианта — 88/100.

### Рецензии
PC Engine
- Высокую оценку Devil’s Crush получила в октябрьском выпуске 1990 года журнала Aktueller Software Markt[нем.] — 10/12 за графику и геймплей, 9/12 за соответствие стоимости игры её качеству и 8/12 за музыку и звук. По мнению рецензента журнала, игра превзошла по качеству даже свою удачную предшественницу — Alien Crush, став идеальным симулятором пинбола. Почти все аспекты игры были отмечены как крайне удачные — сюрреалистическая графика, мягкий скроллинг между экранами, большой размер игрового стола и наличие системы паролей[7].
- Несколько ниже — в 79 %, была оценена игра в журнале Power Play[нем.], втором выпуске 1990 года. Несмотря на это, в целом игра была отмечена крайне удачной как в плане фантастического, по словам журнала, геймплея, так и в плане более точной, чем в других подобных играх, игровой механики. Также плюсами игры были названы удобное управление и качественный скроллинг[8].

Sega Mega Drive
- В рецензии немецкого журнала ASM в январском номере 1992 года Sega Mega Drive-вариант Devil’s Crush получил достаточно высокую оценку 10/12, в том числе 9/12 за графическое оформление и по 10/12 за геймплей и музыку/звуковые эффекты. В целом оценка журнала была выше, чем оценка оригинальной игры двумя годами ранее[9]. Игра была названа пинболом высшего класса, почти неотличимым от оригинальной версии. По мнению автора рецензии, по сравнению с первым вариантом Devil’s Crush улучшилось качество музыки и звуковых эффектов и оформление бонусных уровней игры[10].
- Крайне высоко — в 92 % — был оценен «демонический» пинбол в британском журнале Mean Machines в июльском выпуске 1992 года. Отдельные оценки получили — 94 % графика, 91 % геймплей и музыка игры, 88 % фактор повторного прохождения (англ. lastability). В отзыве Devil’s Crush была названа лучшей в своём жанре, в плане музыки и графики, но в первую очередь, в плане превосходного игрового процесса[11].

Wii Virtual Console
- На англоязычном веб-сайте о консольных и компьютерных играх GameSpot в отзыве 27 июля 2007 года видео-пинбол от Compile и Naxat Soft получил довольно высокие 7,5 баллов из 10. Основными плюсами игры были названы разнообразие и качественные визуальные эффекты «демонического» стиля. В минусы Devil’s Crush были поставлены неудачная, по мнению GameSpot, физика мяча, отскакивающего зачастую под невозможными углами и тот факт, что «зловещее» оформление игрового стола было заменено местами на простые геометрические фигуры. В целом же игра, при цене в 600 Wii points, была названа безошибочным выбором[12].

## Создатели
Композиторами Devil’s Crush являются Тосихару Яманиси (англ. Toshiharu Yamanishi), Такэси Ёсида (англ. Takeshi Yoshida) и Наосукэ Араи (англ. Naosuke Arai). Все они работали и над другими играми Technosoft, Яманиси — над играми Thunder Force III, Elemental Master и Lightening Force: Quest for the Darkstar; Ёсида — Lightening Force: Quest for the Darkstar; Наосукэ Араи — Herzog, Feedback, Thunder Force II, Herzog Zwei, Thunder Force III, Elemental Master, Lightening Force: Quest for the Darkstar и Thunder Force V: Perfect System.

## Серия Crush Pinball
Devil’s Crush стала второй видеоигрой в серии Crush Pinball. Её предшественницей была вышедшая в 1988 году для PC Engine игра Alien Crush. Впоследствии в этой серии были выпущены игры Jaki Crush — 1992 год на Super Famicom, Dragon’s Revenge — 1993 год на Sega Mega Drive и Alien Crush Returns — заключительная на данный момент игра серии, вышедшая в 2008 году эксклюзивно для сервиса WiiWare.